# Altfraunhofen
Altfraunhofen är en kommun och ort i Landkreis Landshut i Regierungsbezirk Niederbayern i förbundslandet Bayern i Tyskland.
Kommunen ingår i kommunalförbundet Altfraunhofen tillsammans med kommunen Baierbach.